# Nowy Młyn (powiat golubsko-dobrzyński)
Nowy Młyn – kolonia w Polsce położona w województwie kujawsko-pomorskim, w powiecie golubsko-dobrzyńskim, w gminie Golub-Dobrzyń.
W latach 1975–1998 miejscowość administracyjnie należała do województwa toruńskiego. We wsi znajduje się nieczynny młyn wodny.